# 꽃은 누구의 것?
〈꽃은 누구의 것?〉(花は誰のもの? 하나와다레노모노?[*])는 일본의 걸 그룹 STU48의 여덟 번째 싱글이다. 타이틀 곡의 센터 포지션은 이시다 치호, 타키노 유미코, 나카무라 마이가 맡았다.